# Потковичасти црви
Потковичасти црви (лат. Phoronida) су целомски, искључиво морски бескичмењаци црволиког, издуженог тела смешетног у љуштури облика цевчице. На предњем крају тела налази се венац од 20-так до преко 500 пипака (тентакула). Величине су од 6 mm do 20 cm, док већина не прелази 10 cm.

## Спољашња грађа
На телу ових животиња разликују се:
- љуштура;
- труп;
- лофофор.

Љуштура је у облику цевчице, изграђена од кутикуле импрегниране страним телима (зрнца песка, иглице сунђера и сл.). Излучује је епидермис као лепљив секрет који у додиру са водом очврсне. Има заштитну улогу и одвојена је од тела па се животиња у њој слободно покреће. Врло често је укопана у песак.
Труп је издуженог, црволиког облика и безбојан или беличаст, ређе зеленкасте боје и смештен је у љуштури. На његовом предњем делу налазе се усни отвор, а изнад њега анални отвор и две екскреторне поре.
Лофофор је потковичасти набор телесног зида, смештен око уста, на коме се налазе трепљасте тентакуле. Тентакуле су набори телесног зида у облику шупљег цилиндра у који залази целом. 

## Грађа телесног зида
Телесни зид је изграђен од неколико делова:
- епидермиса који је једнослојан и у његовој основи се налази мрежа неурона;
- базална мембрана, смештена испод епидермиса;
- кружни, слабије и боље развијени уздужни мишићи у виду слојева.

Најјаче равијени мишићи су у средишњем делу трупа. Испод телесног зида налази се перитонеум синцицијелне грађе.

## Телесна дупља
Телесна дупља је целом подељен преградом (перитонеална септа) на:
- метацел смештен у трупном делу и
- мезоцел који се налази у тентакулама.

Целом је испуњен течношћу која садржи ћелије, као што су црвене крвна телашца и др.

## Цревни систем и исхрана
Црево има облик потковице тако да се и усни и анални отвор налазе на предњем делу тела један испод другог. Причвршћено је за телесни зид помоћу мезентера. Почиње усним отвором који води у усну дупљу, а иза ње се наставља једњак снабдевен жлездама. Једњак прелази у преджелудац, а овај у желудац смештен у задњем делу тела. Од желуца полази средње црево, а оно се наставља на задње црево завршено аналним отвором. Хране се планктоном и ситним честицама детритуса тако што трепљама на тентакулама изазивају струјање воде која се усмерава ка усном отвору. Варење је вероватно унутарћелијско.

## Крвни систем
Крвни систем је затвореног типа и састоји се два главна крвна суда повезаних преко хемалног плексуса желуца
- дорзалног са кога полазе ситнији крвни судови за тентакуле и
- вентралног.

Циркулација крви је правилна иако немају срце. У дорзалном суду се крв креће од задњег ка предњем делу тела, а у вентралном у супротном правцу захваљујући способности зидова тих крвних судова да се контрахују. Црвена крвна телашца садрже хемоглобин.

## Нервни систем
Састоји се од:
- мреже нервних ћелија (нервног плексуса) смештеног испод епидермиса и у вези са чулним ћелијама;
- нервног прстенау предњем делу тела са задебљалим дорзалним делом
- нерава који оживчавају тентакуле и мишиће.

## Органи за излучивање и размножавање
Екскреција се врши помоћу пара метанефридија. Метанефридијама се, осим екскрета, у спољашњу средину избацују и полне ћелије. Свака метанефридија почиње нефростомом из метацела, савија се у виду потковице (или латиничног слова U) и нефридиопором излива у спољашњу средину. Нефридиопоре се налазе на предњем делу тела са стране аналног отвора и изнад усног отвора.
Фороноида су већином хермафродити. Код врста одвојених полова се мужјаци и женке разликују тек када полно сазру и то само по боји гонада (нема полног диморфизма). Гонаде (полне жлезде) су у вези са целомом у чију течност доспевају зреле полне ћелије, а њоме преко метанефридија у спољашњу средину. 
Поред полног постоје врсте, као Phoronis ovalis, које се размножавају бесполно, пупљењем и попречном деобом.

## Развиће
Оплођење се врши у планктону, а код неких врста и у целому, где се оплођења јајна ћелија даље развија. Оплођено јаје се бразда холобластично и настаје ларва актинотрох. Ларва живи неколико недеља планктонским начином живота, а затим се спушта на дно и метаморфозира у младу јединку. Она лучи љуштуру и полно сазрева чиме постаје адулт.